# ریمور (میزوری)
ریمور (به انگلیسی: Raymore) شهری در شهرستان کاس ایالت میزوری است که جمعیت آن در سرشماری سال ۲۰۱۰ میلادی ۱۹٫۲۰۶ نفر بوده است.